# Одгор, Йенс
Йе́нс О́дгор (дат. Jens Odgaard; родился 31 марта 1999 года, Хиллерёд, Дания) — датский футболист, нападающий итальянского клуба «Болонья».

## Клубная карьера
Одгор — воспитанник клуба «Люнгбю». 28 октября 2015 года в поединке Кубка Дании против «Ольборга» Йенс дебютировал за основной состав, в возрасте 16 лет. 17 апреля 2016 года в матче против «Нестведа» он дебютировал в Первой лиге Дании. По итогам сезона Одгор помог команде выйти в элиту. 24 июля в матче против «Оденсе» он дебютировал в датской Суперлиге в возрасте 17 лет. 19 марта 2017 года в поединке против «Брондбю» Йенс забил свой первый гол за «Люнгбю».
Летом 2017 года Одгор перешёл в миланский Интер, присоединившись к молодёжной команде. Сумма трансфера составила 1,5 млн евро.
Летом 2018 года Йенс перешёл в «Сассуоло». В контракте была прописана опция обратного выкупа.
В сезоне 2019/20 выступал на правах аренды за нидерландский «Херенвен». В июле 2021 года был арендован «Валвейком».
24 июня 2022 года подписал пятилетний контракт с клубом АЗ.

### «Болонья»
1 февраля 2024 года перешёл на правах аренды в итальянскую «Болонью» до конца сезона 2023/24. 11 февраля дебютировал в чемпионате Италии в домашнем матче против «Лечче». Одгор появился на поле на 61-й минуте, заменив Джошуа Зиркзе, а на 82-й минуте забил дебютный гол. В следующем туре отметился голом в матче с «Фиорентиной». 15 мая «Болонья» объявила о выкупе Йенса у АЗ. В дебютном сезоне сыграл в чемпионате 10 матчей и забил два гола.

## Международная карьера
В 2016 году в составе юношеской сборной Дании Одгор принял участие в юношеском чемпионате Европы в Азербайджане. На турнире он сыграл в матчах против команд Франции, Швеции и Англии. В поединке против англичан Йенс забил гол.

## Достижения
«Болонья»
- Обладатель Кубка Италии: 2024/25